# Saint-Léonard-de-Noblat
Saint-Léonard-de-Noblat (Sent Liunard în occitană) este o comună în departamentul Haute-Vienne din centrul Franței. În 2009 avea o populație de 4.665 de locuitori. Mănăstirea Sfântul Leonard⁠(fr)[traduceți] este înscrisă în lista patrimoniului mondial UNESCO.

## Heraldică
Stema comunei face trimitere la cătușele purtate de Sfântul Leonard, patronul mănăstirii din localitate.

## Evoluția populației
| An        | 1975  | 1982  | 1990  | 1999  | 2006  | 2009  |
| --------- | ----- | ----- | ----- | ----- | ----- | ----- |
| Populație | 5.457 | 5.275 | 5.024 | 4.764 | 4.634 | 4.665 |

## Personalități născute aici
- Joseph Louis Gay-Lussac (1778 - 1850), fizician, chimist.